# Сапундзиева къща
Вижте пояснителната страница за други значения на Сапунджиева къща.
Сапундзиевата къща (на гръцки: Αρχοντικό Σαπουντζή) е възрожденска къща в град Костур, Гърция.

## Местоположение
Къщата е разположена в северната традиционна махала Позери (Апозари) на улица „Христопулос“ № 110, срещу църквата „Свети Лука“.

## История
Къщата е построена в началото на XVIII век. Известна е и като Бурмидева къща (αρχοντικό Μπρουμιδη) по името на последния собственик. Къщата е реставрирана. В 1965 година е обявена за паметник на културата.

## Архитектура
В архитектурно отношение е триетажна правоъгълна сграда. Забележителни са прозорците на зимните помещения, които имат дълбочина 2,10 метра и са служели отвътре като миндери.